# Capsot d'esquena roja
El capsot d'esquena roja, capsigrany roig, escorxador comú o roquer (Lanius collurio) és una espècie d'ocell de l'ordre dels passeriformes que és un bon exemple d'espècie de caràcter medioeuropea, és a dir, amplament repartida per l'Europa central i atlàntica, que a Ibèria solament ocupa la cornisa càntabro-pirenaica, constituint aquesta sanefa el límit meridional de la seua distribució, que per altra banda és típicament paleàrtica.

## Morfologia
Presenta les mateixes característiques que el botxí, adaptades a la depredació i control d'artròpodes i petits vertebrats, mostrant-se menys agressiu que el botxí i recordant, amb la seua conducta, el capsigrany (Lanius senator).
El disseny del plomatge presenta dimorfisme sexual, essent notable la lliurea del mascle: coloració bru-rogenca a l'espatlla, grisa al cap i rosada al pit. Amb la femella, molt menys pintada, comparteixen una careta estreta negra, molt ostensible, que es perllonga fins al clatell, bé que aquesta presenta el pit molt tacat amb llunetes, que en el jove també s'estenen pel dors.
És característic el dibuix a la cua en forma d'una "T" negra sobre fons blanc.

## Subespècies
- Lanius collurio collurio
- Lanius collurio juxtus
- Lanius collurio kobylini
- Lanius collurio pallidifrons

## Hàbitat
El seu areal al Principat de Catalunya coincideix fidelment amb l'anomenada Catalunya humida, situats al Pirineu i Prepirineu.
El seu hàbitat predilecte són els llindars de boscos, prats subalpins, pastures i sobretot prats de dalla i les bardisses intercalades.

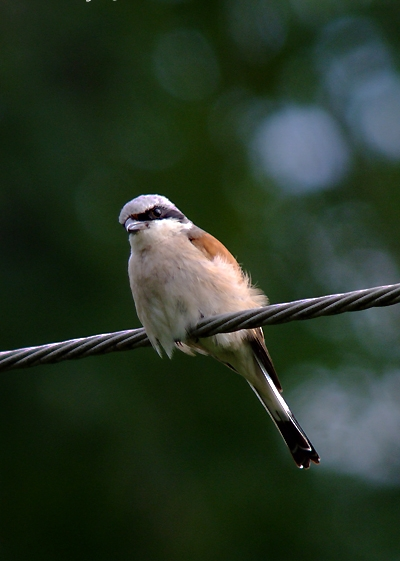
Capsigrany roig mascle.

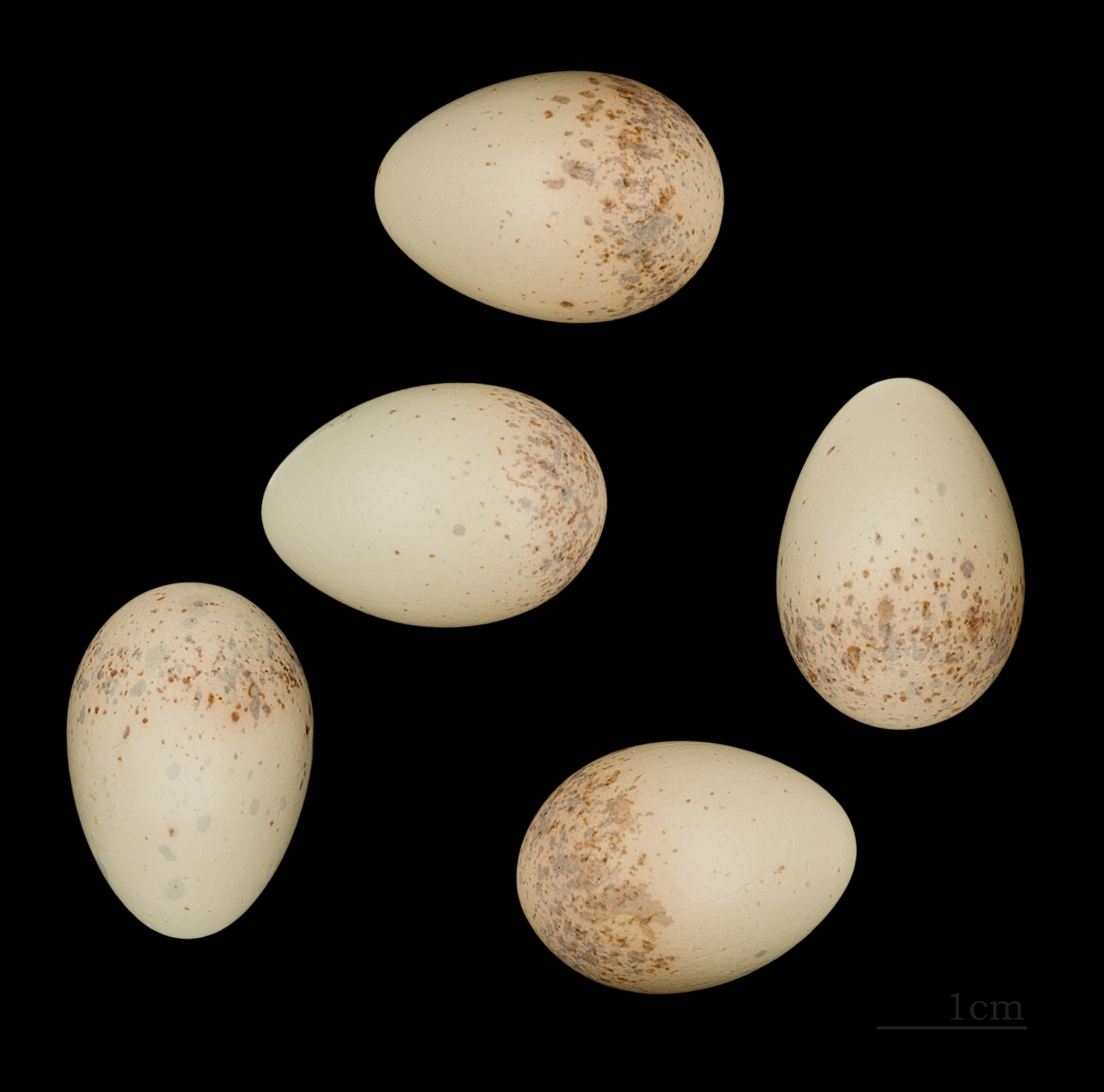
Lanius collurio

## Costums
El capsigrany roig es mostra tranquil bo i posat a les puntes dels barders, bardissars i bosquines montanes, preferentment amb espines i agullons, i rarament en arbres, des d'on practica la caça a l'espera.
Realitza vols curts ondulats, aixecant-se cap amunt abans de posar-se.
Agita molt la cua mentre emet una nota raspant.
El cant és llarg i relativament melodiós.
És molt més sociable, gregari i refiat que la resta dels lànids.
Contràriament a la majoria de les aus europees, migra cap a l'est, per la qual cosa es fa molt difícil detectar-lo en migració. Un altre tret migratori notable és que, a més, practica la migració en llaç, que és el tipus de desplaçament en què les rutes d'anada (Bòsfor) i tornada (Grècia) no coincideixen en l'espai, la qual cosa és poc freqüent i també poc estudiada en els ocells europeus.